# Persone di nome Ellen
| Questa pagina contiene informazioni ricavate automaticamente dalle voci biografiche con l'ausilio del template Bio e di un bot. L'aggiornamento è periodico e automatico e ricostruisce completamente la pagina. Se manca una persona in questa lista, sei pregato di non aggiungerla, ma accertati piuttosto che la sua voce biografica contenga il template Bio e che i dati anagrafici siano correttamente compilati. Se il template Bio manca, inseriscilo tu stesso o, in alternativa, metti l'avviso {{tmp\|Bio}} che ne segnala la mancanza. Se i dati riportati sono sbagliati, correggi direttamente la voce biografica; le modifiche saranno visibili in questa lista entro pochi giorni. Per chiarimenti vedi il progetto antroponimi. La lista contiene solo le 116 persone che sono citate nell'enciclopedia e per le quali è stato implementato correttamente il template Bio. Pagina aggiornata al 22 lug 2025. |

Questa è una lista di persone presenti nell'enciclopedia che hanno il nome Ellen, suddivise per attività principale.

## Artiste(1)
- Ellen Gallagher, artista statunitense (Providence, n. 1965)

## Astronaute(2)
- Ellen Baker, ex astronauta e medico statunitense (Fayetteville, n. 1953)
- Ellen Ochoa, ex astronauta e ingegnera statunitense (Los Angeles, n. 1958)

## Astronome(3)
- Dorrit Hoffleit, astronoma statunitense (Florence, n. 1907 - New Haven, † 2007)
- Ellen Howell, astronoma statunitense (n. 1961)
- Ellen Stofan, astronoma e geologa statunitense (Oberlin, n. 1961)

## Attiviste(1)
- Ellen Gates Starr, attivista e educatrice statunitense (Illinois, n. 1859 - Suffern, † 1940)

## Attrici(22)
- Ellen Barkin, attrice e produttrice cinematografica statunitense (New York, n. 1954)
- Ellen Corby, attrice statunitense (Racine, n. 1911 - Woodland Hills, † 1999)
- Ellen Crawford, attrice statunitense (Normal, n. 1951)
- Tyne Daly, attrice statunitense (Madison, n. 1946)
- Ellen Drew, attrice statunitense (Kansas City, n. 1914 - Palm Desert, † 2003)
- Ellen Geer, attrice, docente e regista teatrale statunitense (New York, n. 1941)
- Ellen Hillingsø, attrice e modella danese (Copenaghen, n. 1967)
- Ellen Hollman, attrice statunitense (Detroit, n. 1983)
- Miriam Hopkins, attrice statunitense (Savannah, n. 1902 - New York, † 1972)
- Ellen Hamilton Latzen, attrice statunitense (n. 1980)
- Ellen Muth, attrice statunitense (Milford, n. 1981)
- Ellen Pompeo, attrice statunitense (Everett, n. 1969)
- Ellen Richter, attrice e produttrice cinematografica austriaca (Vienna, n. 1891 - Düsseldorf, † 1969)
- Ellen Rocche, attrice brasiliana (São Paulo, n. 1979)
- Ellen Sandweiss, attrice, cantante e ballerina statunitense (Detroit, n. 1958)
- Ellen Schwanneke, attrice tedesca (Berlino, n. 1906 - Zurigo, † 1972)
- Ellen Schwiers, attrice tedesca (Stettino, n. 1930 - Berg, † 2019)
- Ellen Terry, attrice britannica (Coventry, n. 1847 - Tenterden, † 1928)
- Ellen Thomas, attrice sierraleonese (Freetown, n. 1964)
- Ellen Travolta, attrice statunitense (Englewood, n. 1939)
- Ellen Woglom, attrice statunitense (n. 1987)
- Ellen Wong, attrice canadese (Scarborough, n. 1985)

## Attrici pornografiche(1)
- Ellen Saint, attrice pornografica ceca (Přerov, n. 1983)

## Attrici teatrali(2)
- Ellen Andrée, attrice teatrale francese (Parigi, n. 1857 - † 1925)
- Ellen Hanley, attrice teatrale statunitense (Lorain, n. 1926 - Norwalk, † 2007)

## Bassiste(1)
- Ellen Andrea Wang, bassista, contrabbassista e compositore norvegese (n. 1986)

## Calciatrici(4)
- Ellen Fokkema, calciatrice olandese (n. 2001)
- Ellen Jansen, calciatrice olandese (Markelo, n. 1992)
- Ellen Wangerheim, calciatrice svedese (Boo, n. 2004)
- Ellen White, ex calciatrice inglese (Aylesbury, n. 1989)

## Cantanti(11)
- Ellen Benediktson, cantante svedese (Malmö, n. 1995)
- Cass Elliot, cantante statunitense (Baltimora, n. 1941 - Londra, † 1974)
- Ellen Dufour, cantante e conduttrice televisiva belga (Zutendaal, n. 1980)
- Ellen Foley, cantante e attrice statunitense (Saint Louis, n. 1951)
- Jane Froman, cantante e attrice statunitense (University City, n. 1907 - Columbia, † 1980)
- Ellen Greene, cantante e attrice statunitense (New York, n. 1951)
- Ellen Winther, cantante danese (Aarhus, n. 1933 - Copenaghen, † 2011)
- Ellen Nikolaysen, cantante norvegese (Oslo, n. 1951)
- Ellen Reid, cantante e tastierista canadese (Selkirk, n. 1966)
- Evelyn Thomas, cantante statunitense (Chicago, n. 1953 - Chicago, † 2024)
- Kitty Wells, cantante statunitense (Nashville, n. 1919 - Nashville, † 2012)

## Cantautrici(1)
- Radka Toneff, cantautrice e compositrice norvegese (Oslo, n. 1952 - Oslo, † 1982)

## Cestiste(2)
- Ellen Nyström, cestista svedese (Luleå, n. 1993)
- Ellen Posthumus, ex cestista olandese (Amsterdam, n. 1960)

## Ciclocrossiste(1)
- Ellen Noble, ciclocrossista e mountain biker statunitense (Kennebunkport, n. 1995)

## Compositrici(2)
- Ellen Reid, compositrice statunitense (Oak Ridge, n. 1983)
- Ellen Taaffe Zwilich, compositrice statunitense (Miami, n. 1939)

## Conduttrici televisive(2)
- Ellen DeGeneres, conduttrice televisiva, produttrice televisiva e comica statunitense (Metairie, n. 1958)
- Ellen Hidding, conduttrice televisiva e ex modella olandese (Winschoten, n. 1972)

## Costumiste(1)
- Ellen Mirojnick, costumista statunitense (New York, n. 1949)

## Danzatrici(1)
- Ellen Lundström, ballerina e coreografa svedese (Göteborg, n. 1919 - Stoccolma, † 2007)

## Direttrici della fotografia(1)
- Ellen Kuras, direttrice della fotografia e regista statunitense (New Jersey, n. 1959)

## Dirigenti d'azienda(1)
- Ellen J. Kullman, dirigente d'azienda e ingegnere statunitense (Wilmington, n. 1956)

## Doppiatrici(1)
- Ellen McLain, doppiatrice e cantante statunitense (Nashville, n. 1952)

## Filantrope(1)
- Ellen Arthur, filantropa statunitense (Culpeper, n. 1837 - New York, † 1880)

## First lady(1)
- Ellen Louise Wilson, first lady statunitense (Savannah, n. 1860 - Washington, † 1914)

## Fotografe(3)
- Ellen Auerbach, fotografa tedesca (Karlsruhe, n. 1906 - New York, † 2004)
- Ellen Carey, fotografa e docente statunitense (New York, n. 1952)
- Ellen von Unwerth, fotografa e ex modella tedesca (Francoforte sul Meno, n. 1954)

## Geografe(1)
- Ellen Semple, geografa statunitense (Louisville, n. 1863 - West Palm Beach, † 1932)

## Giavellottiste(1)
- Ellen Braumüller, giavellottista, discobola e altista tedesca (Berlino, n. 1910 - Berlino, † 1991)

## Giornaliste(1)
- Ellen Giles, giornalista, storico dell'arte e etnografa statunitense (Filadelfia, n. 1874 - Sassari, † 1914)

## Golfiste(1)
- Ellen Ridgway, golfista statunitense (Hauts-de-Seine, n. 1866 - Pau, † 1934)

## Hockeiste su prato(1)
- Ellen Hoog, ex hockeista su prato olandese (Bloemendaal, n. 1986)

## Ingegnere(1)
- Ellen Swallow Richards, ingegnere e chimica statunitense (Dunstable, n. 1842 - Boston, † 1911)

## Mezzofondiste(3)
- Ellen Kiessling, ex mezzofondista tedesca (n. 1968)
- Ellen van Langen, ex mezzofondista olandese (Oldenzaal, n. 1966)
- Ellen Tittel, mezzofondista tedesca (Mühlbach, n. 1948 - Magonza, † 2023)

## Modelle(1)
- Ellen Petri, modella belga (Merksem, n. 1982)

## Multipliste(1)
- Ellen Sprunger, ex multiplista svizzera (Nyon, n. 1986)

## Musiciste(1)
- Ellen Allien, musicista e produttrice discografica tedesca (Berlino Ovest, n. 1968)

## Nuotatrici(2)
- Ellen Gandy, ex nuotatrice britannica (Bromley, n. 1991)
- Ellen King, nuotatrice britannica (Renfrew, n. 1909 - Parkgate, † 1994)

## Ostacoliste(1)
- Ellen Fiedler, ex ostacolista tedesca (Demmin, n. 1958)

## Pallamaniste(1)
- Ellen Ganneskov, pallamanista e cestista danese (Copenaghen, n. 1932 - Odense, † 2014)

## Pallanuotiste(1)
- Ellen Estes, ex pallanuotista statunitense (Portland, n. 1978)

## Pallavoliste(2)
- Ellen Herman, ex pallavolista e allenatrice di pallavolo statunitense (Toledo, n. 1988)
- Ellen Braga, pallavolista brasiliana (Recife, n. 1991)

## Pattinatrici artistiche su ghiaccio(1)
- Ellen Brockhöft, pattinatrice artistica su ghiaccio tedesca (Berlino, n. 1893 - Bonn, † 1977)

## Pittrici(3)
- Ellen Day Hale, pittrice statunitense (Worcester, n. 1855 - Brookline, † 1940)
- Ellen Thesleff, pittrice finlandese (Helsinki, n. 1869 - Helsinki, † 1954)
- Ellen Sharples, pittrice britannica (Bath, n. 1769 - Bristol, † 1849)

## Politiche(3)
- Ellen Johnson Sirleaf, politica, economista e imprenditrice liberiana (Monrovia, n. 1938)
- Ellen Tauscher, politica statunitense (Newark, n. 1951 - Stanford, † 2019)
- Ellen Trane Nørby, politica danese (Herning, n. 1980)

## Psicologhe(1)
- Ellen Langer, psicologa statunitense (New York, n. 1947)

## Registe(1)
- Ellen Stewart, regista, coreografa e drammaturga statunitense (Alexandria, n. 1919 - New York, † 2011)

## Religiose(1)
- Ellen Gould White, religiosa e predicatrice statunitense (Gorham, n. 1827 - St. Helena, † 1915)

## Saggiste(2)
- Jasmuheen, saggista australiana (n. 1957)
- Ellen Willis, saggista, critica musicale e giornalista statunitense (New York, n. 1941 - New York, † 2006)

## Schermitrici(2)
- Ellen Osiier, schermitrice danese (Hjørring, n. 1890 - Copenaghen, † 1962)
- Ellen Preis, schermitrice austriaca (Charlottenburg, n. 1912 - Vienna, † 2007)

## Sciatrici alpine(2)
- Ellen Hild, ex sciatrice alpina tedesca (n. 1982)
- Ellen Karin Vangen, ex sciatrice alpina norvegese

## Scrittrici(6)
- Ellen Gilchrist, scrittrice e poetessa statunitense (Vicksburg, n. 1935 - Ocean Springs, † 2024)
- Ellen Glasgow, scrittrice e poetessa statunitense (Richmond, n. 1873 - Richmond, † 1945)
- Ellen Hopkins, scrittrice statunitense (Long Beach, n. 1955)
- Ellen Key, scrittrice svedese (Småland, n. 1849 - † 1926)
- Ellen Kushner, scrittrice e conduttrice radiofonica statunitense (Washington, n. 1955)
- Ellen Wood, scrittrice britannica (Worcester, n. 1814 - Londra, † 1887)

## Soprani(2)
- Ellen Gulbranson, soprano svedese (Stoccolma, n. 1863 - Oslo, † 1947)
- Sybil Grey, soprano e attrice teatrale britannico (Londra, n. 1860 - Londra, † 1939)

## Storiche(1)
- Ellen Meiksins Wood, storica statunitense (New York, n. 1942 - Ottawa, † 2016)

## Tenniste(4)
- Ellen Allgurin, tennista svedese (Värnamo, n. 1994)
- Ellen Hansell, tennista statunitense (Filadelfia, n. 1869 - Pittsburgh, † 1937)
- Ellen Perez, tennista australiana (Città di Shellharbour, n. 1995)
- Ellen Roosevelt, tennista statunitense (New York, n. 1868 - Hyde Park, † 1954)

## Veliste(1)
- Ellen MacArthur, velista inglese (Whatstandwell, n. 1976)

## Velociste(1)
- Ellen Streidt, ex velocista tedesca orientale (Wittstock, n. 1952)